# Buthus montanus
El escorpión amarillo de Sierra Nevada (Buthus montanus) es una especie de escorpión de la familia Buthidae.

## Distribución
Es endémico de Sierra Nevada (provincias de Granada y Almería).

## Descripción
Miden unos 60-75 mm de longitud total.